# Сім сестер (коледжі)
«Сім сесте́р» (англ. Seven Sisters) — асоціація семи найстаріших та найпрестижніших жіночих коледжів на східному узбережжі США. Заснована 1915 року. До асоціації входять такі університети:
- Вассар-Коледж (Vassar College)
- Коледж Редкліфф (Radcliffe College)
- Коледж Брін Мар (Bryn Mawr College)
- Коледж Веллслі (Wellesley College)
- Коледж Маунт-Голіок (Mount Holyoke College)
- Барнард-коледж (Barnard College)
- Коледж Сміт (Smith College)

## Зв'язок з Лігою плюща
Об'єднання «Сім сестер» зазвичай розглядають як жіночий відповідник до Ліги плюща. Цікаво, що більшість коледжів Семи сестер розташовані неподалік від університетів Ліги плюща, тож вони вже традиційно мають тісні соціальні зв'язки. А Барнард-коледж, наприклад, навіть офіційно називає себе коледжем Колумбійського університету.